# Gabriele II di Alessandria
Papa Gabriele II ovvero Ibn Turaik (in arabo غبريال الثاني; ... – Egitto, 5 aprile 1145), è stato il 70º papa della Chiesa ortodossa copta, venerato come santo dalla Chiesa ortodossa copta.
Proveniva da una famiglia nobile del Cairo ed era uno scrittore, scriba e studioso, che trascrisse a mano molti libri in arabo e copto. Proveniva dal Monastero di San Macario.
Fu eletto patriarca e salì al trono il 3 febbraio 1131 (9 amshir 847). Durante la canonica prima Divina Liturgia al monastero di San Macario, aggiunse alla tradizionale professione di fede la frase "Era tutt'uno con la sua divinità" riguardo alla natura di Cristo, il che sollevò un'obiezione da parte degli altri monaci; egli ribatté si trattava di una decisione sinodale e dopo un dibattito venne aggiunta la frase "senza divisione, mescolanza o confusione" per evitare di cadere nell'eresia di Eutiche.
Durante il patriarcato, tra i vari lasciti ordinò 53 vescovi e redasse leggi canoniche sull'eredità. Fu molto rigoroso nella gestione delle finanze ecclesiastiche.
Rimase sul trono 14 anni, 2 mesi e 2 giorni, fino alla sua morte, il 5 aprile 1145, ovvero il 4 parmouti 861, giorno in cui la sua memoria è ricordata.